# 横田真之
横田 真之（よこた まさし、1962年11月26日 - ）は、高知県南国市出身の元プロ野球選手（外野手）。
現役からの引退後は、鹿児島商業高校硬式野球部のコーチを経て、2019年12月から2023年3月まで監督を務めた。
長男の横田慎太郎も元プロ野球選手（外野手）。

## 経歴

### プロ入り前
本来は右利きだが、王貞治のファンだった実父の影響で、幼少期に王と同じく左打ちに転向した。南国市立香長中学校への進学後は、校内の軟式野球部に所属。3年時には「3番・三塁手」として高知県大会の決勝まで進んだが、中西清起を擁する宿毛市立小筑紫中学校に敗れた。その一方で、南国市の相撲大会で優勝している。
高知県内で創立されたばかりの明徳高等学校（現:明徳義塾高等学校）から入学を熱心に誘われていたため、中学校からの卒業を機に同校へ進学するとともに、硬式野球部へ所属。同期には河野博文がいた。入学後は1年時から正三塁手の座をつかんだものの、夏の全国高等学校野球選手権高知大会では初戦で敗退。2年夏の選手権高知大会に「5番・左翼手」として臨むと、5割近い打率でチームの決勝進出に貢献したが、決勝では延長戦の末に高知高等学校に惜敗した。3年時夏の高知大会でも決勝まで進んだものの、中西がエースを務める高知商業高等学校に2対3で敗れたため、在学中の全国大会出場はならなかった。
明徳高等学校監督の松田昇の勧めから、卒業後には河野と揃って駒澤大学へ進学。東都大学のリーグ戦には、通算86試合の出場で、打率.274（314打数86安打）、6本塁打、40打点という成績を残した。さらに、ベストナインに3度選出。4年時の1984年秋季リーグ戦では、チームの優勝に貢献するとともに最高殊勲選手にも選ばれた。後に阪神監督となる和田豊（日本大学）らと共に、第12回日米大学野球選手権大会オールジャパンメンバーにも選ばれている。
1984年のNPBドラフト会議で、ロッテオリオンズから4位で指名されたことを機に入団した。入団当初の背番号は 45。ちなみに、河野も日本ハムファイターズからの1位指名を経て入団している。駒大では同期の河野の他に、2学年先輩に広瀬哲朗と近藤満、1学年先輩に白井一幸、2学年後輩に新谷博、3学年後輩に田村勤がいた。

### プロ入り後
1985年には、春季キャンプを二軍で過ごしたものの、キャンプ中の紅白戦で二塁打を放っていた。さらに、一軍外野陣のレギュラー候補だった高橋忠一が、オープン戦で右肩を脱臼。先の二塁打を間近で見ていた当時の主力打者・落合博満の推薦で一軍に昇格すると、一軍のレギュラーシーズン開幕戦だった4月6日の対日本ハム戦（川崎球場）に「9番・中堅手」としてスタメンに起用された。その後は一時スタメンを外れたものの、オールスターゲーム前からは、打率が3割を上回るほどの好調を背景にレギュラーへ定着。パシフィック・リーグの最終規定打席へ到達したばかりか、10月21日には、打率.302でチームのシーズン最終戦（西武ライオンズ球場での対西武ライオンズ戦）に「2番・中堅手」としてスタメンで出場した。第1打席から2打席連続で凡退した結果、打率が.3005にまで下がったため、第3打席でも凡退した場合には打率が3割をわずかに切る（.2998）可能性があった。しかし、「数字は気にしなくて良い」という稲尾和久監督の方針で第3打席にも立つと、2番手・松沼博久が投じた初球が横田の身体を直撃。この死球によって出塁すると、次の打席で高沢秀昭と交代した。死球の場合には打数（打率の分母）が増えず打率も変わらないため、横田は最終打率.30049（リーグ10位）でシーズンを終了。
新人王の記者投票では熊野輝光（阪急ブレーブス）が83票を獲得して新人王となり、横田は57票で次点にとどまった。これについては、3位（45票）が荘勝雄（ロッテオリオンズ）、4位（17票）が郭泰源（西武ライオンズ）だったため、熊野が「関西の票を集めた」と分析された。しかし、ベストナインには、外野手として93票を獲得して熊野（86票）を上回り、共に選ばれている
1986年には、オープン戦で不調に陥るが、レギュラーシーズンの開幕後は一転して好調。前年を上回るリーグ9位の打率.304でシーズンを終えたばかりか、前年に続いてベストナインに選ばれた。日本プロ野球に新人扱いで入った選手が、入団1年目から2年続けてレギュラーシーズンの規定打席を満たしたうえで打率3割を記録した事例は、1958年・1959年の長嶋茂雄（読売ジャイアンツ）以来史上2人目であった。
1987年から、背番号を2へ変更。稲尾の後任監督・有藤道世の方針で、シーズンの開幕当初は3番打者を任されたものの、打率が2割4分台に低迷していた。2番への復帰を機に復調したものの、シーズン打率は.281だった。その一方で、通算の盗塁数は26で、前年の2倍を上回った。
1988年以降も外野レギュラー陣の一角を担っていたが、同年10月15日の対阪急戦で右肩を負傷。右胸鎖関節亜脱臼で全治3週間と診断され、10.19のダブルヘッダーには出場していない。
1990年7月14日の対オリックス戦（いずれも川崎）でドン・シュルジーからの死球によって右肘を骨折。
1991年以降は、チームの若返り策などを背景に出場機会が減少した。
ロッテでは、本拠地の移転によってチーム名が千葉ロッテマリーンズに変更された1992年までプレー。その年のシーズン終了後に、宇野勝・長嶋清幸との交換トレードで、今野隆裕とともに中日ドラゴンズへ移籍した。
1994年にはプロ入り後初めて一軍公式戦への出場機会がなかった。同年限りで球団から戦力外通告を受けたことを機に西武へ移籍した。
1995年のシーズン終了後に現役を引退した。

### 現役引退後
宅配便のアルバイトを経て、知人が営む焼肉料理店へ勤務しながら、将来の独立開業を視野に料理の腕を磨いていた。やがて、妻の出身地である鹿児島県東市来町（現在の日置市）へ家族ぐるみで移住。だご汁などを出す飲食店を営んでいたが、2002年頃に閉店した。
一方で野球も継続しており、飲食店を営んでいた時期にもプロ野球マスターズリーグの福岡ドンタクズや名古屋80D'sersに在籍していた。さらに、学生野球資格回復制度を通じて2016年2月2日付で日本学生野球協会から資格回復の適性を認定されたことによって、協会に加盟する大学・高校の野球部での指導が可能になった。この認定を受けて、同年4月から鹿児島商業高校硬式野球部のコーチに就任。2019年12月から2023年3月までは監督を務めた。鹿児島県高等学校野球連盟によれば、加盟校の硬式野球部の監督をプロ野球経験者が務めることは、横田で史上4例目とされる。

## 選手としての特徴
現役時代は俊足巧打の外野手として活躍した。

## 家族
ロッテの選手時代にチームが鹿児島県内でキャンプを実施していた縁で、「ミス鹿児島」に選ばれていた女性と1988年のシーズン終了後に結婚。中日選手時代の1993年に長女の真子、西武選手時代の1995年6月9日に長男の慎太郎を授かった。真之自身は1995年限りで現役を引退したため、慎太郎は生後3 - 4ヶ月頃に現役最後の試合を実母に抱かれながら西武球場で見ていたものの、プロ野球の選手時代をリアルタイムで知らない。真之から野球を教わったことはほとんどなく、中学生時代までは実母が自宅での練習に立ち会うことが多かったが、「プロ野球選手を志し始めた頃に、（真之が所属していたマスターズリーグの）福岡ドンタクズの試合を、球場のネット裏にかじりつきながら1人で見ていた」と述懐している。
真子は、学生時代にバレーボールの選手として活躍。高校2年時に全国高校総体・女子バレーボール種目で2位になったほか、地元の鹿屋体育大学へ進学してからも、女子バレーボール部でアタッカーを任されていた。卒業後に、地元民放局の南日本放送へ入社。『ズバッと!鹿児島』をはじめ、テレビ・ラジオ番組の制作へ携わっていたが、後に退職している。
慎太郎は、2013年のNPBドラフト会議で阪神タイガースから2巡目で指名。入団3年目（2016年）のレギュラーシーズン開幕当初に2番打者として一軍で頭角を現したが、翌2017年の春季キャンプ中に脳腫瘍が判明した。横田家では、慎太郎が脳腫瘍の手術と治療で大阪大学医学部附属病院（大阪府吹田市）へ入院したことを受けて、鹿児島県内で真之と同居していた妻が慎太郎の看病に専念。慎太郎が抗がん剤治療の副作用で脱毛症にかかっていた時期には、真之が慎太郎を激励すべく、自身の頭を丸めた姿で入院先の病室を訪れていたという。実際には半年にわたる入院加療で慎太郎の脳腫瘍は寛解したものの、判明のきっかけになった視覚面での異常の解消には至らず、慎太郎は2019年限りで現役を引退。引退後の2020年にも脊髄の腫瘍が判明したため、腫瘍が完全に消滅するまで、家族に看病されながら半年にわたる入院生活を経験した。2022年3月に脳腫瘍が再々発し、右目を失明するなど病状が悪化しながらも講演やYouTuberといった活動を行っていたが2023年7月18日に28歳で死去。多くのチームメイトや関係者が早すぎる死を悼む中、真之は同月21日の通夜と翌22日の告別式で喪主を務めた。

## 詳細情報

### 年度別打撃成績
| 年 度      | 球 団      | 試 合 | 打 席 | 打 数 | 得 点 | 安 打 | 二 塁 打 | 三 塁 打 | 本 塁 打 | 塁 打 | 打 点 | 盗 塁 | 盗 塁 死 | 犠 打 | 犠 飛 | 四 球 | 敬 遠 | 死 球 | 三 振 | 併 殺 打 | 打 率 | 出 塁 率 | 長 打 率 | O P S |
| ---------- | ---------- | ----- | ----- | ----- | ----- | ----- | -------- | -------- | -------- | ----- | ----- | ----- | -------- | ----- | ----- | ----- | ----- | ----- | ----- | -------- | ----- | -------- | -------- | ----- |
| 1985       | ロッテ     | 124   | 467   | 406   | 77    | 122   | 21       | 3        | 9        | 176   | 51    | 17    | 7        | 24    | 1     | 30    | 0     | 6     | 30    | 3        | .300  | .357     | .433     | .790  |
| 1986       | ロッテ     | 123   | 441   | 398   | 57    | 121   | 15       | 1        | 8        | 162   | 42    | 11    | 7        | 17    | 1     | 22    | 1     | 3     | 46    | 4        | .304  | .344     | .407     | .751  |
| 1987       | ロッテ     | 125   | 441   | 399   | 52    | 112   | 19       | 5        | 7        | 162   | 51    | 26    | 4        | 14    | 3     | 25    | 2     | 0     | 49    | 4        | .281  | .321     | .406     | .727  |
| 1988       | ロッテ     | 122   | 475   | 428   | 41    | 116   | 20       | 4        | 3        | 153   | 27    | 10    | 10       | 15    | 2     | 26    | 1     | 4     | 60    | 10       | .271  | .317     | .357     | .675  |
| 1989       | ロッテ     | 117   | 408   | 374   | 58    | 104   | 14       | 5        | 2        | 134   | 26    | 18    | 3        | 8     | 1     | 24    | 1     | 1     | 36    | 7        | .278  | .323     | .358     | .681  |
| 1990       | ロッテ     | 66    | 165   | 143   | 17    | 32    | 5        | 2        | 3        | 50    | 16    | 4     | 2        | 5     | 1     | 14    | 1     | 2     | 10    | 2        | .224  | .300     | .350     | .650  |
| 1991       | ロッテ     | 103   | 284   | 250   | 43    | 71    | 11       | 4        | 4        | 102   | 17    | 7     | 2        | 16    | 1     | 17    | 0     | 0     | 27    | 3        | .284  | .328     | .408     | .736  |
| 1992       | ロッテ     | 96    | 212   | 175   | 24    | 45    | 4        | 2        | 2        | 59    | 9     | 15    | 3        | 10    | 1     | 23    | 1     | 3     | 24    | 1        | .257  | .351     | .337     | .689  |
| 1993       | 中日       | 27    | 18    | 17    | 1     | 1     | 0        | 0        | 0        | 1     | 0     | 0     | 1        | 0     | 0     | 1     | 0     | 0     | 2     | 1        | .059  | .111     | .059     | .170  |
| 1995       | 西武       | 14    | 20    | 19    | 0     | 3     | 1        | 0        | 0        | 4     | 0     | 0     | 0        | 1     | 0     | 0     | 0     | 0     | 1     | 0        | .158  | .158     | .211     | .368  |
| 通算：10年 | 通算：10年 | 917   | 2931  | 2609  | 370   | 727   | 110      | 26       | 38       | 1003  | 239   | 108   | 39       | 110   | 11    | 182   | 7     | 19    | 285   | 35       | .279  | .329     | .384     | .713  |

- 各年度の太字はリーグ最高

### 表彰
- ベストナイン：2回 （1985年、1986年）

### 記録
- 初出場・初先発出場：1985年4月6日、対日本ハムファイターズ1回戦（川崎球場）、9番・中堅手として先発出場
- 初安打：1985年4月13日、対西武ライオンズ1回戦（川崎球場）、5回裏に高橋直樹から
- 初盗塁：同上、5回裏に二盗（投手：東尾修、捕手：伊東勤）
- 初本塁打・初打点：1985年4月16日、対近鉄バファローズ1回戦（日生球場）、6回表に谷宏明からソロ

### 背番号
- 45 （1985年 - 1986年）
- 2 （1987年 - 1992年）
- 12 （1993年）
- 7 （1994年）
- 46 （1995年）

### 横田真之を演じた俳優
- 奇跡のバックホーム
  - テレビドラマ版：三浦景虎
  - 映画版：高橋克典